# Johann Andreas Streicher
Johann Andreas Streicher (Stuttgart, 13 décembre 1761 – Vienne, 25 mai 1833) est un pianiste allemand, compositeur et facteur de pianos.

## Biographie
En 1793, Johann Andreas Streicher épouse Nannette Streicher (1769–1833), la fille d'un autre fabricant de piano d'Augsbourg, Johann Andreas Stein. En 1794, ils déménagent à Vienne. À partir de ce moment Streicher travaille comme professeur de piano et est de plus en plus connu pour ses compositions. L'affaire de fabrique de piano de Streicher fournit au moins un piano à Beethoven, dans ses premières années et dont le compositeur était friand. Il écrit qu'il était « trop bon pour moi... parce que cela me prive de la liberté de produire ma propre sonorité ».
Son fils Johann Baptist Streicher reprend l’entreprise en 1833.

## Œuvres
- (S. [Johann Andreas Streicher]): Schiller’s Flucht von Stuttgart und Aufenthalt in Mannheim von 1782 bis 1785. Stuttgart und Augsburg, Verlag der J[ohann]. G[eorg]. Cotta’schen Buchhandlung [Inhaber: Georg von Cotta], 1836. [Texte incomplet de la biographie sans les chapitres finaux.]
- (Johann)Andreas Streichers Schiller-Biographie. Hrsg. von Herbert Kraft. (Mannheim, Wien, Zürich 1974) (Forschungen zur Geschichte Mannheims und der Pfalz, hrsg. von der Gesellschaft der Freunde Mannheims und der ehemaligen Kurpfalz. Mannheimer Altertumsverein von 1859, Neue Folge, 5). [Première édition complète avec un commentaire selon les manuscrits.]
- Dix préludes de chorales pour orgue (avec cantus firmus), op. 4